# Oud Gereformeerde kerk (Klundert)
De Oud Gereformeerde kerk is een protestants kerkgebouw in de tot de Noord-Brabantse gemeente Moerdijk behorende plaats Klundert. De kerk is gelegen aan de Noordschans 10.
De Oud Gereformeerde Gemeenten in Nederland heeft hier een kerkje dat in 1932 werd gebouwd. Het is een eenvoudig bakstenen gebouwtje met in de voorgevel enkele rondbogige vensters en dito toegangsdeur, de enige elementen aan de buitenzijde die aan een kerk doen denken. De zijgevels hebben rechthoekige vensters.
De gemeente is klein, met een 20-tal leden (2024) en is ondergeschikt aan de Oud Gereformeerde gemeente van Dordrecht.